# Екзегетика
Екзегетика (дав.-гр. ἐξηγητικά, від ἐξήγησις, «тлумачення, виклад»)  — розділ богослов'я, що займається тлумаченням біблійних текстів, роз'ясненням суті старозавітних і новозавітних символічних оповідей, змісту «важких місць святого письма», доказами божественного походження і абсолютної істинності Біблії. Кожне віросповідання має свою екзегетику, яка по-своєму пояснює одні й ті самі біблійні факти, а іноді й значення тієї чи іншої біблійної книги загалом.